# Arizio de Viana
Arizio de Viana (Cachoeiro de Itapemirim, 1910) foi um político brasileiro.
Dirigiu o Departamento Administrativo do Serviço Público na presidência de Getúlio Vargas, de 9 de fevereiro de 1951 a 24 de agosto de 1954, e na presidência de Café Filho, de 24 de agosto de 1954 a 14 de setembro de 1954.